# Черногуша завирушка
Черногуша завирушка (Prunella atrogularis) е вид птица от семейство Завирушкови (Prunellidae).

## Разпространение и местообитание
Видът е разпространен в Афганистан, Индия, Иран, Казахстан, Киргизстан, Китай, Монголия, Непал, Пакистан, Русия, Таджикистан, Туркменистан и Узбекистан.